# Cupa României 1956
Ediția 1956 a fost a 19-a ediție a Cupei României la fotbal. A fost ultima ediție desfășurată în sistemul primăvară-toamnă, sistemul competițional românesc revenind la normal. După o pauză de opt ani, finala a avut loc între două echipe din provincie. Progresul Oradea a jucat a doua finală consecutivă, însă de această dată din postura de primdivizionară. De cealaltă parte s-a aflat Energia Metalul Câmpia Turzii, echipă din al doilea eșalon al fotbalului românesc.

## Sistem de desfășurare
Cluburile din Divizia A au intrat în competiție în faza șaisprezecimilor de finală. În fiecare fază a avut loc un singur meci între cele două echipe, desfășurat pe terenul uneia dintre ele. În caz de egalitate după 90 de minute, s-au disputat prelungiri timp de 30 de minute. Dacă egalitatea a persistat, calificată în runda următoare a fost stabilită echipa oaspete.

## Șaisprezecimi de finală
| Data               | Echipa gazdă            |   | Echipa oaspete           | Rezultat   |
| ------------------ | ----------------------- | - | ------------------------ | ---------- |
| 13 septembrie 1956 | CFR Arad                | – | CFR Timișoara            | 2:5        |
|                    | Gloria Bistrița         | – | Câmpia Turzii            | 1:2        |
|                    | Dinamo Bârlad           | – | CCA București            | 0:4        |
|                    | Dinamo 6                | – | Progresul CPCS București | 2:0        |
|                    | CFR Cluj                | – | CA Oradea                | 1:1 (d.p.) |
|                    | Farul                   | – | Progresul București      | 0:1        |
|                    | Energia Metalul Galați  | – | Focșani                  | 1:0        |
|                    | Energia Mediaș          | – | Energia Ploiești         | 0:1        |
|                    | Moreni                  | – | Locomotiva București     | 0:5        |
|                    | Prahova Ploiești        | – | Dinamo                   | 1:5        |
|                    | Energia Reșița          | – | UTA Arad                 | 1:2 (d.p.) |
|                    | Progresul Sibiu         | – | Jiul Petroșani           | 2:0        |
|                    | Steagul Roșu Or. Stalin | – | Unirea Tricolor          | 2:1        |
|                    | CS Târgu Mureș          | – | Știința Cluj             | 0:0 (d.p.) |
|                    | Turnu Severin           | – | Poli Timișoara           | 3:1        |
| 20 septembrie 1956 | CSM Suceava             | – | Dinamo Bacău             | 4:4 (d.p.) |

## Optimi de finală
| Data              | Echipa gazdă            |   | Echipa oaspete       | Rezultat   |
| ----------------- | ----------------------- | - | -------------------- | ---------- |
| 18 octombrie 1956 | Dinamo 6                | – | Locomotiva București | 0:5        |
|                   | Câmpia Turzii           | – | Progresul București  | 3:2 (d.p.) |
|                   | Energia Metalul Galați  | – | Dinamo Bacău         | 3:0        |
|                   | Progresul Sibiu         | – | Energia Ploiești     | 1:3        |
|                   | CFR Timișoara           | – | UTA Arad             | 2:1        |
|                   | Turnu Severin           | – | CA Oradea            | 1:3        |
| 15 noiembrie 1956 | Steagul Roșu Or. Stalin | – | Dinamo               | 4:3        |
| 22 noiembrie 1956 | Știința Cluj            | – | CCA București        | 1:5        |

## Sferturi de finală
| Data              | Echipa gazdă            |   | Echipa oaspete   | Rezultat   |
| ----------------- | ----------------------- | - | ---------------- | ---------- |
| 25 noiembrie 1956 | Steagul Roșu Or. Stalin | – | CA Oradea        | 1:1 (d.p.) |
|                   | Locomotiva București    | – | Energia Ploiești | 3:1 (d.p.) |
|                   | Câmpia Turzii           | – | CFR Timișoara    | 1:0        |
|                   | Energia Metalul Galați  | – | CCA București    | 1:8        |

## Semifinale
| Data             | Echipa gazdă  |   | Echipa oaspete       | Rezultat   |
| ---------------- | ------------- | - | -------------------- | ---------- |
| 2 decembrie 1956 | CCA București | – | CA Oradea            | 2:2 (d.p.) |
| 6 decembrie 1956 | Câmpia Turzii | – | Locomotiva București | 2:0        |

## Finala
| 9 decembrie 1956 13:30 | CA Oradea            | 2 – 0 | Câmpia Turzii | Stadionul Republicii, București Spectatori: 30.000 Arbitru: Dumitru Schulder (București) |
| 9 decembrie 1956 13:30 | Köszegi 53' Vlad 68' |       |               | Stadionul Republicii, București Spectatori: 30.000 Arbitru: Dumitru Schulder (București) |

| PROGRESUL ORADEA: |                   |
|                   |                   |
| P                 | Adalbert Gébner   |
| F                 | Gheorghe Kromely  |
| F                 | Andrei Czirják    |
| F                 | Gheorghe Barkó    |
| M                 | Iosif Bartha      |
| M                 | Ștefan Kuck       |
| A                 | Ludovic Tóth      |
| A                 | Ladislau Köszegy  |
| A                 | Alexandru Karikás |
| A                 | Ladislau Vlád     |
| A                 | Iosif Mészáros    |
| Antrenor:         |                   |
| Camil Schertz     |                   |

| ENERGIA CÂMPIA TURZII: |                |
|                        |                |
| P                      | Petre Carapeț  |
| F                      | Niculescu      |
| F                      | Alexandru Mari |
| F                      | Pavel Mureșan  |
| M                      | Tiberiu Ban    |
| M                      | Iosif Ruzici   |
| A                      | Moldovan       |
| A                      | Teodor Copil   |
| A                      | Ioan Szigeti   |
| A                      | Nicolae Sáfár  |
| A                      | Anghel Burian  |
| Antrenor:              |                |
| Géza Tóth              |                |